# Krajowe Eliminacje do Konkursu Piosenki Eurowizji 2004
Krajowe Eliminacje do Konkursu Piosenki Eurowizji 2004 – polskie selekcje do 49. Konkursu Piosenki Eurowizji, który odbył się w Abdi İpekçi Arena w Stambule (Turcja). Finał eliminacji odbył się 24 stycznia 2004 roku w Studiu 5 w siedzibie TVP przy ul. Woronicza 17, a wygrał je zespół Blue Café z utworem „Love Song”.

## Geneza organizacji konkursu
Sukces Krajowych Eliminacji do Konkursu Piosenki Eurowizji 2003 przyczynił się do zorganizowania w takiej samej formie polskich preselekcji w 2004 roku. W poprzedniej edycji konkursu otrzymano prawie trzysta tysięcy ważnych głosów od widzów, z tego powodu organizatorzy liczyli na powtórzenie wyniku podczas kolejnych narodowych eliminacji.

## Przebieg konkursu

### Czas i miejsce konkursu
Polskie selekcje do 49. Konkursu Piosenki Eurowizji odbyły się 24 stycznia 2004 roku w Warszawie. Koncert transmitowany był na antenie TVP1 oraz TVP Polonia od godziny 20:10. Podczas konkursu bezskutecznie próbowano połączyć się na żywo z fińską telewizją Yle TV1, gdyż w Tampere odbywały się w tym samym czasie fińskie eliminacje Euroviisut 2004. W efekcie wyświetlono tylko fragment koncertu finałowego: występ laureata Jari'ego Sillanpää z utworem „Takes 2 to Tango”.

### Zgłaszanie utworów

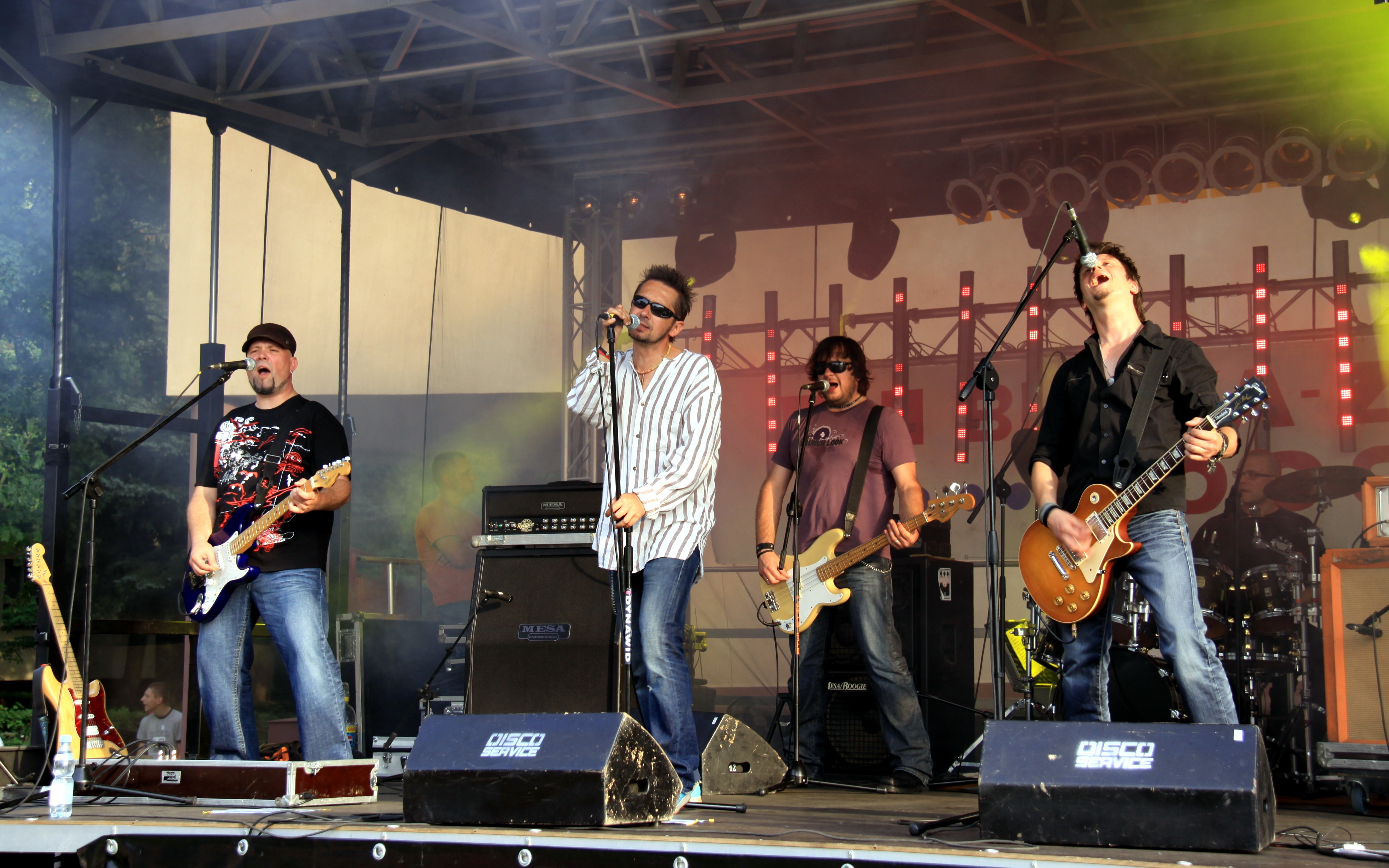
Golden Life – zdobywcy 11. miejsca w finale polskich selekcji do Konkursu Piosenki Eurowizji

Proces nadsyłania propozycji przez twórców ruszył pod koniec września 2003 roku. Wszystkie nadesłane kandydatury musiały spełniać warunki regulaminu konkursu: posiadać tekst w języku polskim lub angielskim oraz trwać nie dłużej niż 3 minuty. Artyści deklarowali ponadto wykonanie utworu podczas preselekcji z pół playbacku. Do eliminacji zgłoszono 73 kompozycje, z czego do finału eliminacji specjalna komisja sędziowska (w składzie: Marek Sierocki, Janusz Kosiński, Hirek Wrona, Zygmunt Kukla, Piotr Metz, Piotr Klatt, Bartosz Jastrzębowski) wybrała piętnaście z nich. Dodatkowo wybrano także pięć utworów rezerwowych, jednak ich tytuły nigdy nie zostały ujawnione. Ostatecznie, do stawki konkursowej zakwalifikowali się:
1. Alicja Janosz („I’m Still Alive”)[13],
2. Blue Café („Love Song”),
3. Golden Life („Labyrinth of Life”)[14],
4. Goya („All My Senses”),
5. Magda Steczkowska & Indigo („Mogę dziś”),
6. Janusz Radek („Pocztówka z Avignon”)[15],
7. Kasia Klich („Let Me Introduce”),
8. Kowalski („Sen Kowalskiego”)[16],
9. Krzysztof Kiljański („Stay”),
10. Łzy („Julia, tak na imię mam”)[17],
11. Małgorzata Ostrowska („Nie uwierzę”)[18],
12. Marcin Rozynek („Nick of Time”),
13. Łukasz Zagrobelny & Offside („Dreaming About You”),
14. Planeta („Easy Money”),
15. Sistars („Freedom”).

### Losowanie kolejności występów
23 stycznia 2004 roku w siedzibie Telewizji Polskiej odbyło się losowanie kolejności występów. W spotkaniu brali udział uczestnicy eliminacji bądź ich przedstawiciele.

### Prowadzący
Polskie selekcje do Konkursu Piosenki Eurowizji prowadzili Magdalena Mołek oraz Tomasz Kammel. Sylwetki uczestników prezentował widzom Artur Orzech.

## Wyniki

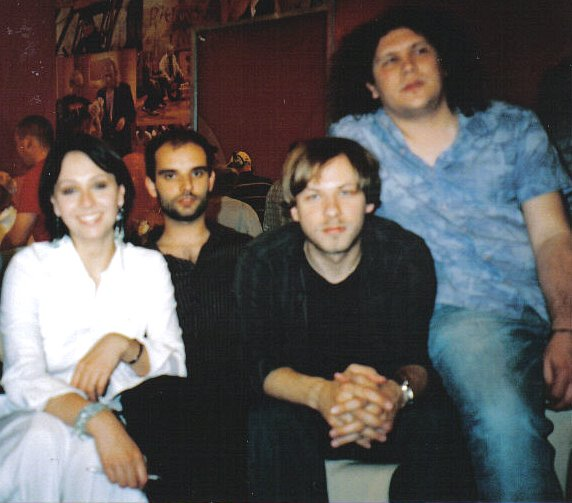
Blue Café – zwycięzcy Krajowych Eliminacji do Konkursu Piosenki Eurowizji 2004, reprezentanci Polski podczas 49. Konkursu Piosenki Eurowizji

Po występie wszystkich uczestników uruchomione zostały numery audiotele i SMS, pod które telewidzowie mogli wysyłać swoje głosy. Numery aktywne były przez 15 minut, po upływie tego czasu wyniki zostały zliczone i publicznie zaprezentowane. Nad prawidłowością głosowania czuwała komisja konkursowa w trzyosobowym składzie, pod nadzorem mecenasa Pawła Curpiaka. 
| L.p. | Wykonawca                   | Piosenka                 | Język     | Wynik | Suma   |
| ---- | --------------------------- | ------------------------ | --------- | ----- | ------ |
| 1    | Łukasz Zagrobelny i Offside | „Dreaming About You”     | angielski | 12    | 5 532  |
| 2    | Małgorzata Ostrowska        | „Nie uwierzę”            | polski    | 15    | 1 431  |
| 3    | Goya                        | „All My Senses”          | angielski | 6     | 24 566 |
| 4    | Kasia Klich                 | „Let Me Introduce”       | angielski | 8     | 15 090 |
| 5    | Planeta                     | „Easy Money”             | angielski | 9     | 9 648  |
| 6    | Sistars                     | „Freedom”                | angielski | 7     | 22 107 |
| 7    | Janusz Radek                | „Pocztówka z Avignon”    | polski    | 5     | 28 607 |
| 8    | Golden Life                 | „Labyrinth of Life”      | angielski | 11    | 6 690  |
| 9    | Blue Café                   | „Love Song”              | angielski | 1     | 57 125 |
| 10   | Łzy                         | „Julia, tak na imię mam” | polski    | 2     | 54 652 |
| 11   | Alicja Janosz               | „I’m Still Alive”        | angielski | 4     | 30 952 |
| 12   | Krzysztof Kiljański         | „Stay”                   | angielski | 10    | 7 835  |
| 13   | Magda Steczkowska i Indigo  | „Mogę dziś”              | polski    | 14    | 2 008  |
| 14   | Kowalski                    | „Sen Kowalskiego”        | angielski | 13    | 3 697  |
| 15   | Marcin Rozynek              | „Nick of Time”           | angielski | 3     | 51 736 |

Zwycięzcą Krajowych Eliminacji do Konkursu Piosenki Eurowizji 2004 został zespół Blue Café z utworem „Love Song”, na który telewidzowie oddali w sumie 57 125 głosów. Drugie miejsce zajął zespół Łzy, otrzymując 54 652 głosów, zaś trzecie – Marcin Rozynek, na którego oddano 51 736 głosów. Łącznie na wszystkich uczestników oddano 321 676 głosów.

## Oddźwięk w mediach
Druga edycja konkursu preselekcyjnego spotkała się z podobnym odbiorem co pierwsza, podczas której chwalono między innymi różnorodność występów oraz wysoki poziom zorganizowanych eliminacji. Także i tym razem o możliwość reprezentowania kraju w Konkursie Piosenki Eurowizji ubiegało się wielu znanych i cieszących się popularnością wokalistów i zespołów, między innymi Alicja Janosz, Marcin Rozynek, Krzysztof Kiljański, Janusz Radek, Kasia Klich czy grupy Goya, Sistars i Blue Café.
O organizacji selekcji bądź wynikach konkursu informowały największe polskie serwisy internetowe, takie jak między innymi interia.pl czy wp.pl.

## Oglądalność
Finał eliminacji obejrzało 6 508 011 telewidzów, co dało stacji 39,49% udział na rynku. Koncert był 18. najczęściej oglądanym programem telewizyjnym w kraju w 2004 roku.